# Argyrogrammana chicomendesi
Argyrogrammana chicomendesi is een vlindersoort uit de familie van de prachtvlinders (Riodinidae), onderfamilie Riodininae.
Argyrogrammana chicomendesi werd in 1995 beschreven door Gallard.